# Singularidades de una chica rubia
Singularidades de una chica rubia (en portugués: Singularidades de uma rapariga loura) es una película romántica portuguesa de 2009 dirigida por Manoel de Oliveira. El nieto de Oliveira tiene un papel protagónico.

## Sinopsis
Macário cuenta su historia a una mujer en un tren, hablándole de su atracción por una mujer llamada Luisa, a la que ve por primera vez en un escaparate frente a su oficina de contabilidad. Con la ayuda de un conocido común, Macário conoce a Luisa en un salón de belleza. Macario pide permiso a su tío, que también es su jefe, para casarse con Luisa. Su tío le dice que, si se casa con ella, será despedido y desheredado. A pesar de la negativa de su tío, Macario decide que quiere casarse con Luisa de todos modos. Ante la imposibilidad de encontrar trabajo, Macário viaja a Cabo Verde para intentar conseguir dinero como parte de una propuesta de negocio sin nombre. Macário consigue recibir una fortuna y su tío acepta más tarde el matrimonio. En un viaje para comprar un anillo de boda, Macário descubre que Luisa es una ladrona y no se casa con ella. Mientras cuenta la historia a la mujer en el tren, el paisaje exterior cambia de nevado a verde.

## Producción
La película está basada en un cuento del escritor portugués del siglo XIX José Maria Eça de Queirós. El nieto del director, Ricardo Trêpa, interpreta el papel de Macário.
El director Manoel de Oliveira completó la película cuando tenía 100 años, convirtiéndose en el hombre de mayor edad en dirigir un largometraje.

## Estreno
La película se estrenó en el Festival Internacional de Cine de Berlín, celebrado en el Cinema Paris, el 10 de febrero de 2009. Más tarde se mostró en el Festival de Cine de Nueva York en el mismo año.

## Recepción
Singularidades de una chica rubia ha recibido críticas generalmente favorables de los críticos. Rotten Tomatoes le dio a la película una calificación del 77%, según 22 reseñas.